# اندیس آنومالی تلخاب
آنومالی تلخاب یک اندیس چندفلزی است که در حوالی شهر زنجان استان زنجان قرار دارد و مادهٔ معدنی موجود در آن، طلا است.  در این اندیس، پاراژنز‌های گالن و طلا یافت می‌شوند.